# Eduard Streltsov
Eduard Anatólievitx Streltsov (rus: Эдуа́рд Анато́льевич Стрельцо́в ( ? i  escolteu-ne la pronunciació en rus)) (Moscou, 21 de juliol de 1937 - 22 de juliol de 1990) va ser un futbolista rus-soviètic que va jugar tota la seua carrera com a davanter al Torpedo de Moscou i a la selecció de futbol de la Unió Soviètica. Va fitxar pel Torpedo en 1953, quan tenia 16 anys, provinent de l'equip de la fàbrica Fraser. Streltsov debutaria com a futbolista internacional dos anys després, i jugaria un paper clau en la medalla d'or de futbol que l'URSS va obtindre a les Olimpíades de Melbourne en 1956. Considerat pels periodistes esportius de l'Europa Occidental com un dels set millors futbolistes europeus en 1957, la prometedora carrera de Streltsov es va vore interrompuda a l'edat de 20 anys per una condemna per violació que el va tenir cinc anys apartat dels terrenys de joc.
Streltsov va ser acusat de violar una dona de 20 anys, Marina Lebedeva, en 1958. Streltsov va admetre el delicte, malgrat la manca de proves conclusives contra ell, després que li fóra dit que una admissió de culpabilitat li podria permetre participar en la Copa del món de futbol de 1958. Tanmateix, va ser condemnat a dotze anys en un camp de treball, quedant en llibertat després de cinc i recuperant la seua carrera futbolística al Torpedo de Moscou dos anys més tard. La temporada del seu retorn, el Torpedo va guanyar el Campionat Soviètic per segona vegada en la seua història. Tornaria a l'equip nacional soviètic el 1966, Guanyant la Copa Soviètica amb el seu club dos anys més tard, i va ser nomenat Futbolista soviètic de l'any el 1967 i el 1968
Streltsov es va retirar en 1970, i va morir a Moscou el juliol de 1990. El 1996, el Torpedo va rebatejar el seu estadi, l'Estadi Torpedo, com "Estadi Eduard Streltsov" en honor seu; l'any següent, la Unió Russa de Futbol va batejar el màxim guardó a títol individual del futbol rus amb el seu nom. Una estàtua de Streltsov es va aixecar en el Complex Olímpic de Luzhniki el 1998, i el 1999 el Torpedo va erigir una segona als afores del seu estadi.
Streltsov ha estat considerat com un dels millors jugadors de la Unió Soviètica, guanyant el renom de "el Pelé rus". L'autor britànic Jonathan Wilson el va qualificar com "el jugador de camp més gran que Rússia mai haja produït", mentre en paraules de l'escriptor de futbol soviètic Aleksandr Nilin, "el xicon va vindre a nosaltres des de la terra de les meravelles". Era un atacant poderós i hàbil, que va introduir innovacions com la passada de tacó, que a Rússia és coneguda com "La passada de Streltsov", i és el quart màxim golejador de la selecció de futbol masculina de la Unió Soviètica, malgrat la seua absència del futbol internacional durant huit anys.

## Biografia
Eduard Anatolievitx Streltsov va nàixer a Perovo, un suburbi de Moscou, el 21 de juliol de 1937. Era fill d'Anatoli Streltsov, un soldat i oficial d'intel·ligència, i Sofia Frolovna. Anatoli va decidir no tornar amb la família després de la Segona Guerra Mundial, instal·lant-se a Kíev; Sofia criaria sola al seu fill mentre treballava a la fàbrica d'instruments tallants "Fraser". En conseqüència, Eduard Streltsov va tenir una formació modesta, sent els moments més destacats de la seua infantesa aquells on jugava al futbol o animava al seu equip, l'Spartak de Moscou.
A l'equip de la fàbrica van reconéixer el seu talent per a l'esport ben prompte: Streltsov va esdevenir el jugador més jove de la història de la Fàbrica Fraser a l'edat de 13 anys. Tres anys més tard, el 1953, es va organitzar un partit amistós entre l'equip de la fàbrica Fraser i un dels juvenils del Torpedo de Moscou. Streltsov va impressionar l'entrenador del Torpedo, Vasili Provornov, i després de fer-se amic seu, deixaria el Fraser per a començar a jugar al Torpedo.

## Carrera

### Primers anys
Amb 16 anys, Streltsov va debutar amb el Torpedo durant la temporada de 1954, temporada on jugaria tots els partits i marcaria 4 gols. L'equip acabà la lliga en novena posició, una baixada considerable respecte a l'anterior temporada, en què acabà tercer. Durant la seua segona temporada, Streltsov va ser el màxim golejador de la lliga, marcant 15 dianes en 22 partits, en una temporada on el Torpedo va ser quart. Streltsov va ser seleccionat per a l'Equip nacional soviètic per primera vegada en 1955, a mitjan temporada; el seu debut va ser en un partit amistós contra Suècia a Estocolm el 26 de juny d'aquell any. Streltsov va fer un hat trick en els 45 primers minuts d'un partit on l'equip suec cauria derrotat per 0-6. En la seua segona aparició, un partit amistós a casa contra l'Índia, marcaria tres gols de nou. Amb un altre partit contra Hongria i un gol més contra França, a començaments de 1956 Streltsov ja havia marcat 7 gols en els seus quatre primers partits internacionals. Després de fer un gol en un partit contra Dinamarca l'abril de 1956, es perdia tres partits internacionals abans de tornar el setembre amb un gol després de tres minuts en una victòria fora de casa per 2-1 contra Alemanya Oriental. Mentre, Streltsov continuava marcant gols regularment amb el Torpedo, fent 12 gols en la temporada de lliga de 1956. Després de dos partits internacionals que se saldarien amb derrotes, els soviètics arribaren el novembre de 1956 als Jocs Olímpics de Melbourne. Streltsov faria tres gols en una victòria per 16-2 sobre Austràlia en un partit no oficial el 15 de novembre, i ja en el primer partit de torneig, nou dies després, marcaria el gol de la victòria soviètica davant l'Equip Unificat d'Alemanya. Després d'un partit que es va haver de repetir davant Indonèsia en quarts de final, el combinat soviètic s'enfrontava a Bulgària en les semifinals.

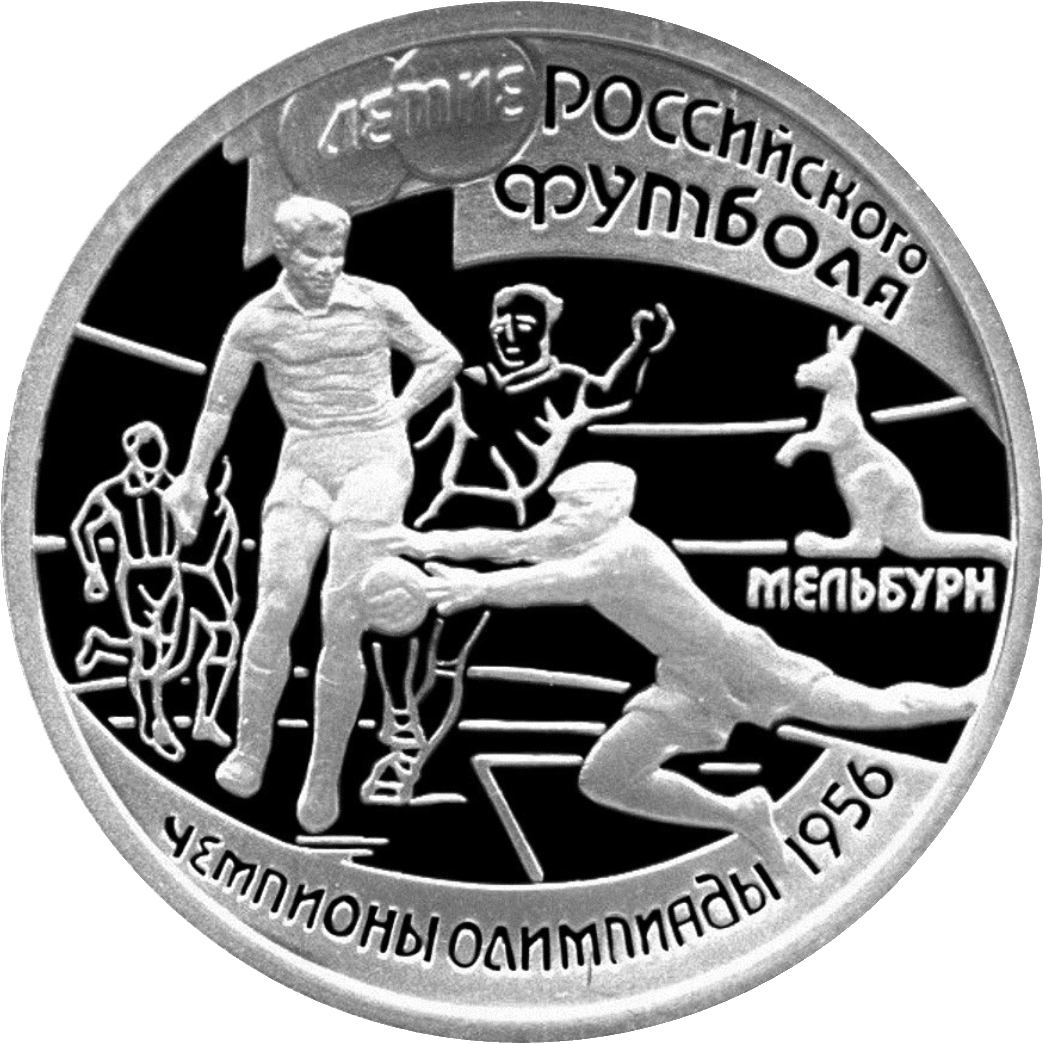
Moneda d'un ruble de 1997, de la sèrie "100 anys de futbol rus". Commemora la victòria olímpica de 1956.

El partit acabà en 0-0 després de 90 minuts, i amb el defensa Nikolai Tishchenko i el company de Streltsov al Torpedo Valentin Ivanov lesionats, l'equip soviètic tenia només nou jugadors al terreny de joc quan Bulgària va avançar-se durant la pròrroga. L'actuació de Streltsov seria descrita posteriorment com a "magnífica" pel periodista Jonathan Wilson; el jugador rus va fer el gol de l'empat als 112 minuts i faria la passada del gol de la victòria, marcat pel jugador de l'Spartak de Moscou Boris Tatuixin quatre minuts després. Malgrat la gran actuació, Streltsov es perdria la final contra Iugoslàvia quan el seleccionador, Gavriil Katxalin, qui acostumava a jugar amb dos davanters del mateix equip; va deixar a Strelstov en la banqueta perquè el davanter titular i company del Torpedo Ivanov es trobava lesionat. Com que per aquelles dates sols rebien medalles els futbolistes titulars en la final, Nikita Simonian, qui va substituir-lo a l'onze inicial, va oferir-li a Strelstov la seua medalla d'or després de la victòria per 1-0 sobre el iugoslaus, una oferta que el jugador del Torpedo va rebutjar dient-li: "Nikita, guanyaré molts més trofeus en el futur". Streltsov va rebre dos vots als premis Ballon d'or d'aquell any, sent considerat pels periodistes esportius com un dels 24 millors jugadors a Europa en 1956.
Streltsov marcà el primer gol de la victòria per 2-0 en l'eliminatòria davant Polònia, partit que va suposar la classificació de l'equip soviètic per a la Copa del Món de Futbol de 1958. A nivell de clubs, Strelstov va fer 12 gols en 15 partits de lliga durant la temporada de 1957 de la Lliga soviètica de futbol. El Torpedo, equip tradicionalmenr eclipsat pels rivals locals com el CSKA, Dinamo o Spartak, acabà la lliga en segona posició, alhora que Strelstov va quedar en setena posició en la classificació de la Pilota d'Or de 1957, rebent 12 vots. Abans del començament del mundial del 58, el seu registre com a jugador internacional era de 18 gols en 20 partits. A més, Streltsov marcaria cinc gols en els primers vuit partits de lliga, i jugaria un amistós internacional davant Anglaterra a Moscou el 18 de maig de 1958, i que acabà amb un empat 1-1.

### Acussació de violació
Streltsov era considerat un home faldiller, que bevia alcohol en abundància i que portava un estil de vida extravagant per al que era habitual a la Unió Soviètica dels anys 50. Per exemple, resultava extravagant el seu tupè d'estil "Teddy Boy", de moda al Regne Unit però no a l'URSS. Com a jugador clau per al seu club i per a la selecció nacional soviètica, la seua personalitat no era ben rebuda en els cercles governamentals, que veien amb preocupació com Strelstov esdevenia una celebritat. Tot això li comportaria problemes arran d'una presumpta relació entre el futbolista i Svetlana Furtseva, la filla de 16 anys de la primera dona membre del Politburó, Ekaterina Furtseva. Amb la jove Svetlana fascinada pel jove de 19 anys que jugava al Torpedo, la seua mare va conèixer al futbolista en una recepció al Kremlin a principis de 1957, realitzada per a celebrar la victòria Olímpica de 1956. Furtseva va suggerir-li a Strelstov que es podria casar amb la seua filla, però el futbolista va respondre que ell ja estava promés, i que no anava a casar-se amb Svetlana. El que va ocórrer després en aquella recepció és confús, però sembla que Strelstov, begut, hauria menyspreat a Svetlana Furtseva (se li atribueixen dues frases: o bé va dir que "mai no em casaria amb aquella mona", o bé que "abans em penjaria que casar-me amb aquella xicona"). En qualsevol cas, l'actitud de Strelstov humiliaria a Ekaterina Furtseva, que aleshores era una ministra influent vinculada al Prèmier soviètic Nikita Khrusxov.
Streltsov es va prometre amb la seua xicona, Alla Demenko, abans d'anar a les olimpíades, i la parella es casaria el 25 de febrer de 1957, durant les preparacions per a la temporada soviètica de futbol. El Departament Soviètic de Futbol va criticar tant al jugador com al seu club per les dates elegides per a la cerimònia. El Partit Comunista també mostrava desconfiança cap al jugador, considerant-lo un desertor en potència arran que atraguera l'interès de clubs francesos i suecs durant les gires a l'estranger que va realitzar amb el Torpedo. Al seu fitxer als arxius del Partir Comunista es deia açò d'ell: "Segons una font verificada, Streltsov va dir als seus amics en 1957 que li sabia sempre greu tornar a l'URSS després de realitzar viatges a l'estranger". Després que se l'expulsara durant un partit a Odessa, l'abril de 1957, el diari esportiu Sovetski Sport, vinculat al Partit Comunista, va publicar un article sobre ell titulat "Açò no és un heroi", així com cartes escrites suposadament per membres del proletariat, que descrivien a Streltsov com un "exemple dels mals de l'imperialisme occidental".

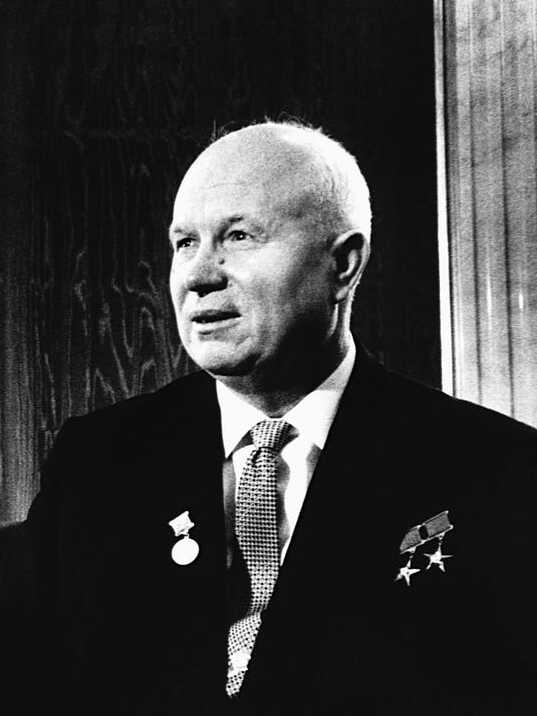
El Premier soviètic Nikita Khrusxov en 1961. Segons Gavriil Katxalin, entrenador de la selecció soviètica, Khrusxov va involucar-se personalment al cas de violació de Strelstov.

Una setmana després de jugar un intens partit amistós contra Anglaterra, celebrat a Moscou com a preparació per a la Copa Mundial de 1958, Streltsov va ser convidat a una festa per un oficial militar soviètic, Eduard Karakhanov, que se celebraria el 25 de maig. Streltsov i la resta de la selecció soviètica eren en un camp de formació per a preparar el Mundial a Tarasovka, just a fora de Moscou, però a l'equip se li havia donat el dia lliure de vacances. Al final de les vacances, els jugadors s'havien de presentar a les autoritats a l'estadi del Dinamo de Moscou a les 4:30 pm, però Streltsov i dos companys de selecció, els jugadors de l'Spartak Mikhail Ogonkov i Boris Tatuixin, van ignorar l'ordre i van assistir a la festa. A la datxa (casa de camp) de Karakhanov, on es va celebrar la festa, també hi va assistir una dona de 20 anys anomenada Marina Lebedeva, a qui Streltsov no coneixia. El matí següent, Streltsov, Ogonkov i Tatuixin van ser arrestats i acusats de violar-la.
Segons el periodista Kevin O'Flynn, i atès que a la festa es va beure alcohol en abundància, els càrrecs contra Streltsov "eren confusos i contradictoris", fins i tot les mateixes declaracions de Lebedeva. Però l'entrenador de la selecció soviètica, Gavriil Katxalin, va afirmar poc abans de la mort de Streltsov que altes esferes del Partit Comunista li van dictar que no es podia fer res per salvar al jugador; Katxalin va afirmar que la policia li deia que Khrusxov s'havia interessat personalment en el cas, i que Furtseva mantenia un greuge amb el jugador del Torpedo. Segons afirmà el seu company de selecció Nikita Simonian en 2006, Streltsov va escriure a la seua mare afirmant que era innocent. Simonian va afegir que mentre que era cert que Streltsov es va gitar amb Lebedeva, no estava segur que ell mai la violara. Simonian descarta que la festa i la trobada foren un complot per acusar-lo, si bé va suposar que l'incident podria haver estat manipulat "pel sistema" per tal de desfer-se d'una figura que els era molesta. En 2006, Simonian posseïa fotografies incriminatòries tant de Lebedeva com de Streltsov de l'època del judici, incloent-hi una en què la cara del jugador del Torpedo "es trobava arrapada des del nas al pòmul amb tres rascades paral·leles". La dona de Streltsov, Alla, va demanar el divorci poc després que es conegueren els càrrecs contra Strelstov. A part del mateix Streltsov, els únics membres de l'equip present al seu judici van ser Ogonkov i Tatuixin, que intervingueren com a testimonis.
Streltsov va inculpar-se després que li garantiren que si ho feia podria participar en el Mundial de 1958. Tanmateix, finalment seria condemnat a dotze anys de confinament en un camp de treball i se li prohibiria la possibilitat de tornar a jugar a futbol de manera professional. Es va preveure una marxa on 100.000 treballadors de la fàbrica ZiL, la base d'equip del Torpedo, marxarien per Moscou per mostrar el seu suport al jugador durant el judici. Tanmateix, la marxa es va suspendre, ja que la sentència va eixir abans que la marxa fóra autoritzada. A Ogonkov i a Tatuixin, se'ls va prohibir jugar a futbol de manera professional per tres anys, En el camp, i es va impedir que tornaren a representar a l'URSS a nivell internacional.
A la seua entrada al camp, Streltsov va haver d'estar-se quatre mesos a l'hospital de la presó, a causa de lesions provocades per colps provocats per una "barra de ferro o un taló de sabata" que li va propinar un jove criminal que s'hi trobava tancat allà. En recuperar-se, les autoritats de la presó començarien a incloure Streltsov en partits de futbol que es disputaven per a calmar els ànims dels interns. Els interns estimaven a Strelstov, i creien que tard o d'hora tornaria a disputar futbol professional.
Mentrestant, l'equip Soviètic viatjava a Suècia per a disputar la Copa Mundial sense Streltsov, Ogonkov o Tatushin. La premsa mundial afirmava que dos dels equips que competien es trobaven severament mermats: Anglaterra pel Desastre aeri de Múnic, i els soviètics per la pèrdua de Streltsov. Els soviètics arribaren fins a quarts de final, perdent 2-0 davant dels amfitrions, un equip en derrotava 6-0 prop de la Unió Soviètica durant el debut de Streltsov de 1955. Sense Streltsov, el Torpedo queia des de la segona posició aconseguida en la lliga del 1957 fins a setè lloc en 1958, encara que l'equip també va arribar a la final de Copa soviètica que va perdre davant l'Spartak. El lloc de Streltsov com a golejador principal del club va recaure en el jugador de 21 anys Gennadi Gusarov, que havia debutat com a professional amb el Torpedo en 1957. El Torpedo quedà en cinquena posició la temporada de 1959, per a fer un doblet de lliga i copa en 1960, amb Streltsov empresonat i amb Gusarov com a màxim colejador del campionat amb 20 gols. El Torpedo va tenir bons resultats mentre Streltsov estava ausent, si bé Gusarov va ser venut al club rival Dinamo de Moscou en 1962. En 1964 el Torpedo quedà segon en lliga, empatat a punts amb el campió, el FC Dinamo Tbilisi, qui va guanyar el campionat en imposar-se als moscovites en un partit de desempat.

### Alliberament i retorn al futbol

#### Etapa amateur

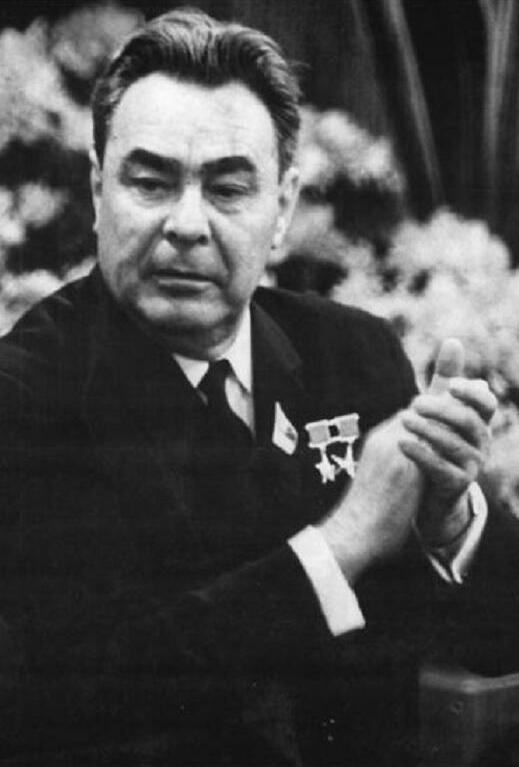
El Primer Secretari Leonid Bréjnev va ajudar a Streltsov a retornar a futbol professional.

Streltsov va ser alliberat el 4 de febrer de 1963, després de complir cinc anys d'una condemna de dotze. Com que tenia prohibit disputar partits de futbol professionals, Streltsov compaginava el seu temps entre el treball a la fàbrica de ZiL i els estudis d'enginyeria automotriu a l'escola tècnica adjunta. Després de fracassar a l'hora de superar les seues diferències amb Alla, va casar-se amb Raisa Mikhailovna el setembre de 1963. En els seus partits per a l'equip de la fàbrica va atraure grans quantitats de públic, tant als partits de casa com a fora. Quan l'equip de ZiL viatja a Gorki per a disputar un partit a finals del 1964, l'entrenador de l'equip va rebre ordres de dalt perquè no deixara jugar Streltsov, fet que va cridar l'atenció dels espectadors en començar el partit; durant la primera part van començar provocar disturbis i amenaçaren d'incendiar l'estadi, cantant el nom de Streltsov. Davant el temor que la multitud poguera portar a terme les seues amenaces, el cap de fàbrica de Gorki va ordenar a l'entrenador de ZiL que fera eixir a Streltsov per a la segona meitat. Va ser rebut pel públic dempeus, amb una ovació mentre saltava al camp.
Amb Streltsov en l'equip, ZiL va guanyar la lliga de fàbriques després de guanyar els 11 partits. Encara que no se li permetia jugar per al Torpedo, Streltsov va assistir com a públic a partits del seu antic club durant la temporada. L'octubre de 1964, Khrusxov va ser substituït com a Primer Secretari del Partit Comunista per Leonid Bréjnev, que poc després de prendre possessió rebia una carta signada per desenes de milers de persones, incloent-hi Herois del Treball Socialista i membres dels Soviets Suprems tant de l'URSS com de la RSFS russa, demanant una cancel·lació de la prohibició a Streltsov de practicar futbol professional. Alguns membres de partit eren cauts davant un potencial retorn, tement que la inclusió de Streltsov en un equip com el Torpedo, que viatjava regularment a l'Europa occidental podria conduir a un incident internacional. Malgrat aquesta oposició interna, Bréjnev va anul·lar la prohibició, sostenint que com a home lliure, Streltsov hauria de ser capaç d'utilitzar la seua professió; i va absoldre el jugador, permetent-li tornar al Torpedo abans del començament de la temporada de 1965.

#### Retorn al professionalisme
Strelstov va ser rebut amb entusiasme pels aficionats al futbol. Encara que havia perdut part de la seua força i agilitat, la seua intel·ligència sobre el camp romania intacta; la seua presència a l'equip va ajudar que el Torpedo guanyara el Campionat soviètic de futbol de 1965, on Streltsov va fer 12 gols en 26 partits de lliga. Al final de la temporada, va quedar segon en la votació per al Futbolista Soviètic de l'any, darrere del company d'equip de Torpedo Valery Voronin. Era la segona vegada que el Torpedo guanyava la lliga; després de cinc anys sense fer-ho, doncs van guanyar el seu primer títol durant la presó de Streltsov. Streltsov va fer el seu debut en competicions continentals el 28 de setembre de 1966, jugant en una derrota per 1-0 fora davant l'Inter de Milà a la Copa d'Europa. Va ser convocat amb la selecció soviètica el 16 d'octubre de 1966 en una derrota a casa per 2-0 contra Turquia, i va marcar el primer gol com a internacional des del seu retorn una setmana més tard en un empat per 2-2 contra Alemanya Oriental. Va jugar en la derrota per 1-0 contra Itàlia un parell de setmanes més tard. El Torpedo va arribar a la final de la Copa Soviètica el 1966, però va perdre la final per 2-0 contra el Dinamo. Streltsov va tornar a fer 12 gols en lliga durant la temporada 1966.
Streltsov tornaria a jugar per a l'equip soviètic durant el següent any, iniciant una sèrie de 8 convocatòries consecutives amb l'URSS amb una victòria 2-0 sobre Escòcia en un amistós disputat a Glasgow el maig de 1967. En aquests partits va marcar dos gols per a la selecció: un en una victòria per 4-2 contra França a París el 3 de juny de 1967 i un altre al partit que els qualificaria per Campionat europeu davant Àustria vuit dies més tard, que va acabar amb victòria soviètica per 4-3. Va ser elegit futbolista soviètic de l'any en finalitzar la temporada, encara que va deixar uns registres relativament baixos en 1967, amb sols sis gols, el menor nombre de gols per temporada des del seu debut en 1954.
Streltsov quedà fora de la selecció per als primers tres partits de 1968. Va tornar a ser convocat en un amistós disputat com a local, on s'imposaren a Bèlgica en abril, fent la seua última aparició a l'URSS en el partir d'anada de quarts de final de l'Eurocopa del 1968, on van ser derrotats 2-0 per Hongria el 4 de maig de 1968. Els soviètics s'imposarien a l'eliminatòria vencent a Moscou 3-0 al partit de tornada disputat una setmana més tard, sense Streltsov, classificant-se a la fase final. Streltsov quedava fora de l'equip que vitjà a Itàlia, i no tornaria a jugar cap altre partit de seleccions. Durant la seua carrera feu 25 gols en 38 partits. Aquell any el Torpedo torna a guanyar la copa, vencent en la final contra l'equip uzbec Pakhtakor Tashkent per 1-0. Streltsov tornà a ser elegit com futbolista soviètic de l'any, amb la seua major marca de gols en lliga, 21. L'any vinent jugaria al centre del camp, disputant 23 partits en dos anys en què no feu cap gol. Es va retirar del futbol el 1970, a l'edat de 33 anys, havent fet 99 gols en 222 partits.

## Carrera postjubilació
Seguint una carrera de footballing Gastada exclusivament amb torpedo, Streltsov, un seguidor de Spartak Moscow, repetidament es queixava del seu fracàs de jugar per al seu equip favorit. Després de la seva jubilació, Torpede continuava pagant el seu salari per finançar el seu estudi d'entrenament de futbol a l'Institut de Cultura Física. Streltsov tornat al Torpede en la capacitat de director d'equip de joventut després de la seva qualificació; també passava un encanteri breu com a director del primer equip abans de retornar a l'equip de joventut el 1982. També participava en partits disputats per anteriors jugadors abans de morir el 1990 del càncer de gola,. que la seva primera muller que Alla més tard reclamava havia estat ocasionada per menjar d'irradiated servit a ell a la presó. Set anys més tard, Marina Lebedeva, la dona que Streltsov havia confessat que violava, es veia posant flors a la seva tomba a Moscou l'endemà de l'aniversari de la seva mort.
La política olímpica el 1956 era atorgar medalles d'or només als membres de la brigada de futbol que venç que havia jugat en el partit final. Des que Streltsov no jugava a la final, no rebia una medalla. Se li donava pòstumament una medalla d'or el 2006, després que aquesta política es canviés per retroactivament permetre a tots els membres de guanyar brigades olímpiques rebre medalles.

## Estil de joc i llegat

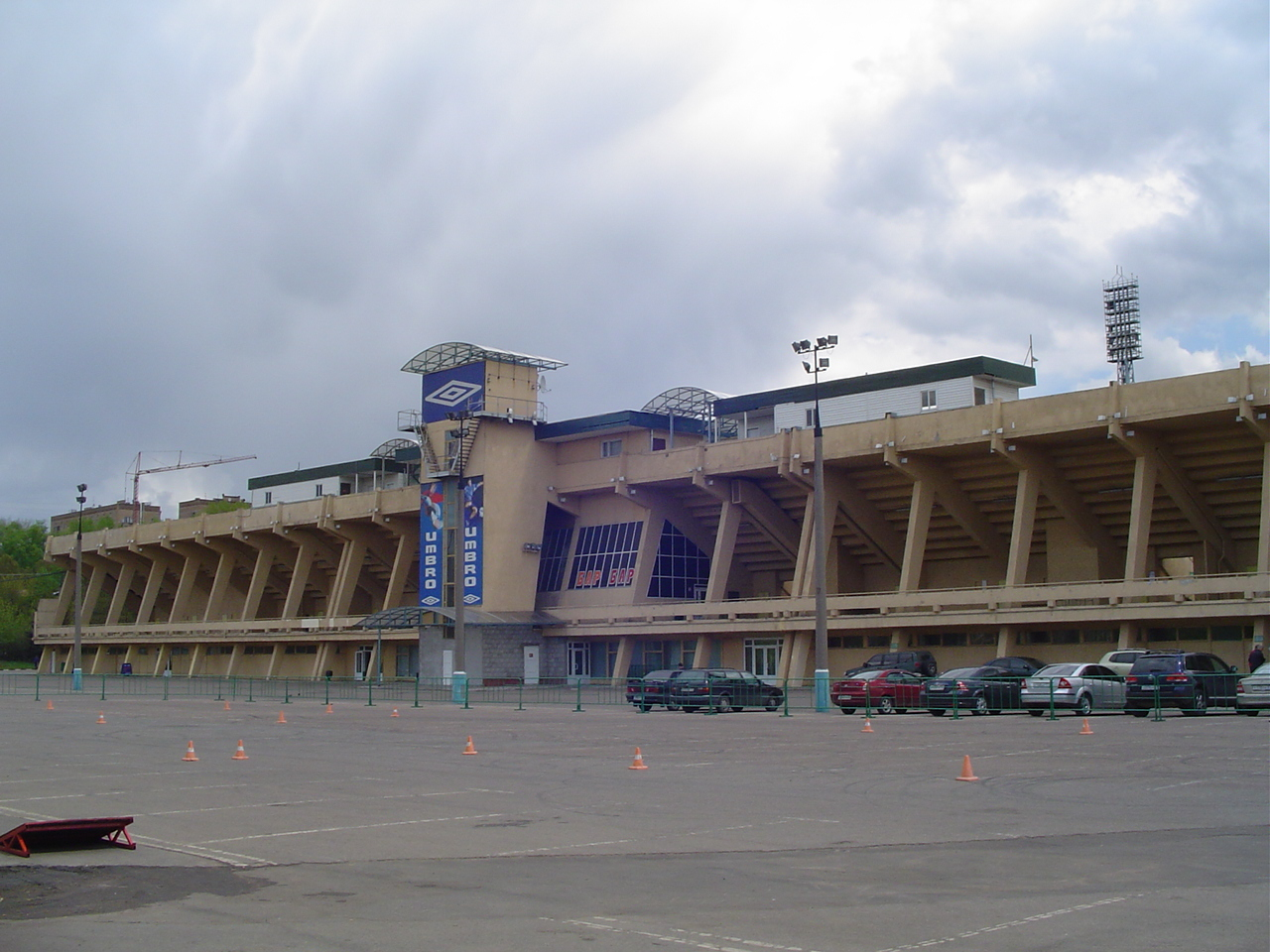
Estadi Eduard Streltsov en 2007

Molts crítics consideren que Streltsov és un dels futbolistes més fins de la història de Rússia o de la Unió Soviètica. El periodista britànic i autor Jonathan Wilson el descriu com el jugador de camp més gran de la història de Rússia, "un davanter alt i poderós, fi en el primer toc i amb una intel·ligència extraordinària", mentre que l'autor soviètic Aleksandr Nilin arribava a qualificar que "el xicon venia des de la terra de les meravelles". L'estil de joc hàbil i innovador de Streltsov l'ajudava a destacar en el futbol soviètic, sent el precursor de la passada de tacó, jugada coneguda a Rússia com "La passada de Streltsov". Durant la seua primera etapa, aquesta habilitat tècnica es combinava amb una velocitat considerable i una presència física que combinades feien d'ell un jugador molt complet en atac. En els seus anys posteriors, amb els seus atributs físics reduïts, emfatitzava la seua habilitat i, jugant la intel·ligència de damunt camp per convenir a més d'un playmaker més llunyana altra vegada i establint moviments que ataquen per a companys d'equip més que l'interlineat ells ell mateix. En efecte, perquè la seva final dos condimenta, Streltsov jugava en un paper de centres del camp que atacava més que al davant. Malgrat el buit de vuit anys entre els seus dos encanteris com a membre del soviètic l'equip nacional, Streltsov, sobrenomenava "El Pelé rus",. era encara el quart goalscorer internacional més alt en la història del país.
L'Estadi del Torpedo va ser rebatejat en 1996 com Estadi Eduard Streltsov. Un any més tard, la Unió Russa de Futbol introduïa els premis Streliets com els honors individuals més prestigiosos a futbol rus, atorgat anualment al millor entrenador en la lliga russa i als millors jugadors en cada posició fins a la seua desaparició en 2003. Una estàtua de Streltsov va ser construïda dins del Luzhniki Olympic Complex de Moscou el 1998, i un altre va ser alçat pel Torpedo a fora de l'estadi que va ser batejat en el seu honor l'any següent.
El Comitè Streltsov, format el 2001, es fundava per intentar fer que pòstumament s'anul·li la convicció de Streltsov de violació. El líder de la campanya, campió d'escacs Anatoly Karpov, afirmava el 2001 que la convicció havia impedit a Streltsov convenir al millor jugador del món. EL Banc Central Of The Russian federation pagava homenatge a Streltsov el 2010, quan encunyava una moneda commemorativa de dos Rubles que aguantava la seva semblança. La moneda era un de tres encunyava com a part dels "Esportistes Excepcionals de Rússia" sèrie; les altres dues peces aguantaven les cares dels futbolistes Lev Iaixin i Konstantin Beskov, respectivament.

## Honors i consecucions

### Torpede Moscou
- Lliga soviètica de futbol: 1965.[5]
- Copa soviètica de futbol: 1968.[5]

### Internacional
- 1955 ??68: 38 partits, 25 gols.[30]
- Jocs Olímpics medalla d'or: 1956[2]
- Medalla d'or ala Jocs Olímpics d'Estiu: 1956.[2]

### Individual
- Futbolista soviètic de l'any: 1967,.[25] 1968.[25]
- Màxim golejador de la lliga soviètica de futbol: 1955 (15 gols en 22 partits).[6]
- Ballon d'Or: 13è lloc (1956),[9] 7th place (1957)[2][10]

## Articles
- O'Flynn, Kevin «Loyal fans fight to clear name of Russia's Pelé». The Observer. Guardian News and Media, 26-08-2001.
- Рыжков, Алексей (Rizhkov, Aleksey) «Эдуард Стрельцов: критическая высота полета» (en rus). Новая (Novaya), 28-05-2008 [Consulta: 6 novembre 2009].
- Wilson, Jonathan «Was Streltsov really the glorious martyr Russian football demands?». The Guardian. Guardian News and Media, 14-12-2006 [Consulta: 3 agost 2008].